# Lista de reitores da Universidade de Brasília
Este artigo abrange a lista de reitores da Universidade de Brasília:
| Nome                           | Mandato                                                                                                | Filiação                                             | Forma de eleição                                                                      | Referências             |
| ------------------------------ | --- | ---------------------------------------------------- | ------------------------------------------------------------------------------------- | ----------------------- |
| Darcy Ribeiro                  | 4 de janeiro de 1962 19 de setembro de 1962                                                            | Instituto de Ciências Sociais                        | Indicação presidencial                                                                | [ 2 ]                   |
| Frei Mateus Rocha              | 19 de setembro de 1962 24 de janeiro de 1963                                                           | Instituto Teológico (extinto)                        | Indicação presidencial                                                                | [ 3 ]                   |
| Darcy Ribeiro                  | 24 de janeiro de 1963 19 de junho de 1963                                                              | Instituto de Ciências Sociais                        | Indicação presidencial                                                                | [ 2 ]                   |
| Anísio Teixeira                | 19 de junho de 1963 13 de abril de 1964                                                                | Faculdade de Direito                                 | Indicação presidencial                                                                | [ 3 ]                   |
| Zeferino Vaz                   | 9 de abril de 1964 25 de agosto de 1965                                                                | Faculdade de Medicina                                | Pró-tempore, após a saída de Anísio Teixeira em função do Golpe Militar               | [ 3 ]                   |
| Laerte Ramos                   | 25 de agosto de 1965 3 de novembro de 1967                                                             | Instituto de Filosofia                               | Indicação militar                                                                     | [ 3 ]                   |
| Caio Benjamin Dias             | 3 de novembro de 1967 25 de março de 1971                                                              | Faculdade de Medicina                                | Indicação militar                                                                     | [ 3 ]                   |
| Amadeu Cury                    | 25 de março de 1971 24 de maio de 1976                                                                 | Faculdade de Medicina                                | Indicação militar                                                                     | [ 3 ]                   |
| José Carlos de Almeida Azevedo | 25 de maio de 1976 12 de março de 1985                                                                 | Faculdade de Tecnologia                              | Indicação militar                                                                     | [ 3 ]                   |
| Geraldo Severo Ávila           | 13 de março de 1985 19 de março de 1985                                                                | Instituto de Ciências Exatas                         | Pró-tempore, após a saída de Azevedo em função do Redemocratização                    | [ 3 ]                   |
| Luiz Otávio Carmo              | 20 de março de 1985 26 de julho de 1985                                                                | Instituto de Letras                                  | Pró-tempore, após a saída de Azevedo em função do Redemocratização                    | [ 3 ]                   |
| Cristovam Buarque              | 25 de julho de 1985 15 de agosto de 1989                                                               | Faculdade de Administração, Contabilidade e Economia | Eleições diretas paritárias                                                           | [ 3 ]                   |
| João Claudio Todorov           | 25 de julho de 1985 15 de agosto de 1989                                                               | Instituto de Psicologia                              | Pró-tempore em função da saída de Cristovam Buarque                                   | [ 3 ]                   |
| Antônio Ibañez Ruiz            | 14 de novembro de 1989 10 de novembro de 1993                                                          | Faculdade de Tecnologia                              | Eleições diretas não paritárias                                                       | [ 3 ]                   |
| João Claudio Todorov           | 10 de novembro de 1993 13 de novembro de 1997                                                          | Instituto de Psicologia                              | Eleições diretas não paritárias                                                       | [ 3 ]                   |
| Lauro Morhy                    | 14 de novembro de 1997 14 de novembro de 2005                                                          | Instituto de Biologia                                | Eleições diretas não paritárias                                                       | [ 3 ]                   |
| Timothy Mulholland             | 15 de novembro de 2005 12 de abril de 2008                                                             | Instituto de Psicologia                              | Eleições diretas não paritárias                                                       | [ 3 ]                   |
| Roberto Ramos de Aguiar        | 13 de abril de 2008 20 de novembro de 2008                                                             | Faculdade de Direito                                 | Pro-tempore em função da renúncia de Timothy Mulholland, suspeito de desviar recursos | [ 3 ] [ 4 ] [ 5 ]       |
| José Geraldo de Sousa Junior   | 20 de novembro de 2008 23 de novembro de 2012                                                          | Faculdade de Direito                                 | Eleições diretas paritárias                                                           | [ 3 ]                   |
| Ivan Camargo                   | 23 de novembro de 2012 19 de novembro de 2016                                                          | Faculdade de Tecnologia                              | Eleições diretas paritárias                                                           | [ 3 ]                   |
| Márcia Abrahão                 | 24 de novembro de 2016 21 de novembro de 2020 (reeleita) 22 de novembro de 2020 22 de novembro de 2024 | Instituto de Geociências                             | Eleições diretas paritárias                                                           | [ 6 ] [ 7 ] [ 8 ] [ 9 ] |
| Rozana Reigota Naves           | 23 de novembro de 2024 atualmente                                                                      | Instituto de Letras                                  | Eleições diretas paritárias                                                           | [ 10 ] [ 11 ]           |